# Централа на ЦКБ
Централата на Централната кооперативна банка (ЦКБ), повече известна по предишното си предназначение като хотел „Плиска“, е настояща офис сграда и бивш хотел в София, България.
Намира се на булевард „Цариградско шосе“ № 87. Разположена е в близост до оживена спирка на масовия градски транспорт по булеварда, на границата на жилищен комплекс „Гео Милев“.
Сградата е построена в модернистичен стил по проект на архитектите Лозан Лозанов и Христо Цветков през 1969 година. Има 15 етажа, разпределени в хотелския период по следния начин: приземен (с приемна зала, лоби-бар и магазини), следващи 2 етажа (с ресторанти, конферентни зали и офиси), 11 спални етажа, подпокривен етаж (с панорамен бар-ресторант).
От края на 1980-те години обслужва пътниците на националния авиопревозвач „БГА Балкан“. След фалита на авиокомпанията през 2006 г. синдиците го продават на „Бизнес център Изгрев“, от който го придобива ЦКБ.
Към 2012 г. тя е собственост на корпоративната група ТИМ. От октомври 2012 г. хотелът преустановява дейността си и е закупен от Централната кооперативна банка през март 2013 г.
След основен ремонт и преоборудване на сградата в нея е настанено Централното управление на Централната кооперативна банка през април 2015 г.. Седалището на банката също е преместено на новия адрес с промяна в устава на дружеството.